# Гарденія
Гарденія — чагарникова вічнозелена рослина з гарними пахучими квітами. Рід вічнозелених рослин у вигляді куща та невеликих дерев. Відомо близько 250 видів. Батьківщина проростання — тропіки Азії й Африки. Значну частину видів використовують як домашню декоративну рослину.

## Гарденія жасминоподібна
Саме цей вид гарденії найчастіше трапляється на полицях магазинів з асортиментом домашніх рослин (зокрема на теренах України). Пелюстки не їстівні. Запах квітів — різкий та насичений, колір — від білого до легкого жовтого відтінку. Період наявності квітки — від розкриття бутону до сильного пожовтіння та подальшого опадання — декілька днів.
Гарденія жасминоподібна належить до тих домашніх рослин, які потребують особливої уваги в догляді. Насамперед потрібна спеціальна суміш ґрунту. Окрім того, оптимальна температура 20 С° та висока вологість. Берегти від тривалих прямих сонячних променів. Повсякденний догляд полягає в частому обприскувані, за винятком квітів.

### Ґрунт
Пересадка весною, що два роки. Гарденія не переносить ґрунт, що містить вапно, вона потребує кислої ґрунтової суміші з рН 4,5 — 5,5. Ґрунт — 1 частина дернової, 1 частина хвойної, 1 частина листової, 1 частина торф'яної землі і 1 частина піску. Добрий дренаж обов'язковий. Якщо брати куповану ґрунтову суміш, то підійде ґрунт для азалій.
Гарденія
Українська назва Гарденія
Латинська назва Gardenia
Родина Маренові — Rubiaceae
Батьківщина субтропіки Азії, Африки, Китаю, Японії
Легкість вирощування Для того, хто має деякий досвід.
Період декоративності Липень-Жовтень.
Гарденія жасминова (Gardenia jasminoides) Це чагарник, що росте до 1,5 — 1,8 м у висоту в природних умовах або вдома утворює кущик в межах 45 — 50 см висотою. У гарденії жасминової глянсове зелене листя широколанцетної форми, до 10 см завдовжки. Квітки або одиночні або зібрані по 4-6 штук в суцвіття щиток. Квітки близько 5-7 см в діаметрі, махрові або напівмахрові білого кольору з приємним ароматом. Квітне переважно влітку або восени. Відомо декілька форм і різновидів гарденії жасминової. Форма 'махрова' — цвіте в основному весною, квітки махрові білі. Форма 'Віча' з більшими квітками (махрові); квітне взимку. Форма 'Форчуна' відрізняється дуже великими квітками, що нагадують формою камелію.
Гарденія досить теплолюбна, взимку її утримують за температури 17-18 °C, мінімум 16 °C, бажано не вище 22 °C, за вищої температури потрібно підтримувати дуже високу волость повітря. Уникати різких коливань температур.
Гарденія світлолюбна, для хорошого розвитку і цвітіння їй потрібно повноцінне освітлення, із захистом від прямого сонячного проміння влітку в жаркі години дня. На прямому літньому сонці листя гарденії стає блідо-жовтим або з'являються опіки у вигляді бурих плям. Взимку потрібно ставити рослину на найсвітліше місце, а пряме сонячне проміння вже не страшне.
Гарденія потребує постійного обприскування, але тільки теплою і м'якою водою. Вода під час обприскування не повинна потрапляти на бутони і квітки. Краще помістити горщик з гарденією на піддоні з водою.
Весною — влітку полив рясний, ґрунт повинен бути злегка вологим. Взимку полив більш помірний. Гарденія не переносить пересушування земляної грудки, але і застою води в коренях слід уникати. Вода для поливу гарденії повинна бути теплуватою у будь-який час року і обов'язково м'якою. Краще використовувати відфільтровану воду або кип'ячену дощову.
Поливати добривом в період активного росту з березня по серпень за два тижні, рідким добривом для квітучих кімнатних рослин (калієві добрива). Дозу добрива беруть в два рази меншу, ніж рекомендовано в інструкції. Двічі за весняно-літній період (приблизно в березні та червні) вносять залізовмісні препарати, які дещо знижують рівень рН в ґрунті.
Розмноження живцями, які зрізають в лютому—березні. Живців укорінюють із застосуванням фітогормонів і за ґрунтового підігріву до 25-27 °C. Живців періодично обприскують. Живці гарденії укорінюються доволі довго і важко. Якщо укорінювати у воді, то можна помістити їх у слабкий розчин стимулятора коренеутворення, але розчин ефективний не більше 3 днів. Перед укоріненням у ґрунті кінчик живця потрібно вмочити в порошок стимулятора, а потім посадити в суміш торфу, хвойної землі і піску.
Пошкоджується бобовою тлею, білокрилкою, а також сірою гниллю, від чого жовтіє листя.
Застосовується для озеленення мало- і середньогабаритних приміщень.

## Цікавинки
Гарденії взявся їсти Флорентіно Аріс, герой "Кохання під час чуми" Г. Маркеса, очікуючи довгими днями відповіді на зізнання від Ферміни Даси.

## Виноски
1. ↑  Великий тлумачний словник сучасної української мови, вид. «Перун», 2005
2. ↑  Гарденія. сайт "Ботанічка" , автор Росіцька Надія. Архів оригіналу за 8 грудня 2008. Процитовано 1 грудня 2009.